# Ocupación rusa del óblast de Járkov
La ocupación rusa del óblast de Járkov, denominada por el gobierno ruso como «Administración Civil-Militar de Járkov», es una ocupación militar en curso, que comenzó el 24 de febrero de 2022, después de que las fuerzas rusas invadieran Ucrania y comenzaran a capturar y ocupar partes del óblast de Járkov. 
La capital del óblast, Járkov no ha sido capturada por las fuerzas rusas, pero si ha sufrido grandes bombardeos por la artillería rusa (Bombardeo a la Torre de telecomunicaciones de Járkov), sin embargo, otras ciudades si cayeron bajo control ruso, incluidas Izium, Kúpiansk, Bojodújiv o Chujúyiv. El 11 de septiembre de 2022, las fuerzas rusas abandonaron la mayoría de los asentamientos que ocupaban en el óblast, incluidos Izium, Kúpiansk y Vovchansk.
La parte más oriental quedó ocupada de facto y pasó a pertenecer directamente a la República Popular de Lugansk, luego de su incorporación unilateral al territorio ruso a través de un referéndum.

## Ocupación

### Ocupación Rusa
El 24 de febrero de 2022, una columna mixta rusa de hasta 1.060 vehículos armados y 57.000 soldados se adentraban en el óblast de Járkov, después de enfrentarse a los pocos soldados ucranianos que había en la zona y a las unidades fronterizas, consiguieron capturar y asediar las primeras ciudades.

#### Járkov (capital del óblast)
El 26 de febrero de 2022 se reportaron varios combates en la periferia norte de la ciudad donde las fuerzas ucranianas lograron resistir los continuos ataques rusos hasta que uno de estos penetro las defensas ucranianas establecidas en las afueras de Járkov y obligó a los soldados ucranianos encargados de la defensa de Járkov a retroceder hasta dentro de la ciudad.
El 27 de febrero se reportaron los primeros combates dentro de la ciudad, estos combates urbanos durarían meses hasta la retirada de las tropas rusas de la ciudad.
El 1 de marzo, el Ministerio de Defensa ruso anunció que las fuerzas rusas estaban sitiando la ciudad de Járkov. Al día siguiente, las fuerzas ucranianas en la ciudad afirmaron haber roto el sitio de la ciudad al sur lo que permitió evacuar a los civiles de los suburbios al sur de la ciudad.
Hasta mediados de abril se informo que aproximadamente 500 civiles habían muerto y los bombardeos obligaron hasta 400.000 personas a refugiarse en el sistema de metro de Járkov. Entre tanto, más de 500 edificios habían sido destruidos y el centro histórico fue reducido a escombros.

#### Kúpiansk
El 27 de febrero de 2022, la ciudad de Kúpiansk cayó bajo ocupación rusa (batalla de Kúpiansk) pese a que el ejército ucraniano había destruido un puente ferroviario para frenar el avance ruso hacia la ciudad, pero no resultó efectivo y a las pocas horas Kúpiansk fue capturado sin apenas resistencia. El mismo día, Hennadiy Matsehora, el alcalde de Kúpiansk, entregó la ciudad al ejército ruso a cambio de un alto al fuego, ya que los rusos amenazaron con tomar Kúpiansk por la fuerza.  
El 1 de marzo, los residentes de la ciudad organizaron una protesta pacífica, durante la cual izaron la bandera de Ucrania cerca del edificio del ayuntamiento mientras eran monitorizados por tropas rusas. 
El 7 de septiembre, en el marco de la contraofensiva del este de Ucrania, un representante de las autoridades de ocupación rusa de Kúpiansk indicó que más fuerzas rusas estaban en camino para apoyar el esfuerzo de asegurar la ciudad por completo.

#### Izium
El 1 de abril de 2022, la ciudad de Izium cayó bajo ocupación rusa (batalla de Izium), dos días más tarde de la entrada de las fuerzas rusas a la ciudad, declaraciones anónimas afirmaban que 2 soldados rusos murieron y otros 28 fueron hospitalizados después de que civiles ucranianos repartieran pasteles envenenados a soldados rusos de la 3.ª División Rusa de Fusileros Motorizados en Izium.
El 4 de abril, The Guardian informó, basándose en informes de testigos presenciales de residentes y oficiales militares, que los intensos combates continuaron en las afueras de Izium. Según este, los habitantes de la ciudad habían sobrevivido en sus sótanos durante tres semanas sin electricidad, calefacción ni agua corriente. El informe también afirmó que los soldados rusos habían preparado listas de personas para “cazar”: propietarios de armas, personas adineradas, empresarios y otras personas consideradas “peligrosas” por la administración de ocupación. El ejército ruso también fue acusado de impedir el paso de convoyes humanitarios a la ciudad.
El 10 de abril, varios oficiales de defensa estadounidenses declararon que las fuerzas rusas estaban concentrando una cantidad significativa de tropas en Izium para una posible campaña ofensiva entre Izium y Dnipró. Según los informes, las fuerzas rusas habían estado redesplegando fuerzas desde el eje de Kiev y Sumy hacia Izium desde hace días.
El 18 de abril, las fuerzas ucranianas reclamaron la reconquista de un "número considerable de asentamientos" en o cerca del raión de Izium, al mismo tiempo las fuerzas rusas en la ciudad estaban iniciando deportaciones masivas de residentes de la ciudad hacia el territorio de la Federación de Rusia.
El 10 de septiembre, en el marco de la contraofensiva del este de Ucrania la ciudad fue liberada por las fuerzas ucranianas poniendo fin a varios meses de ocupación militar rusa.

#### Veliki Burluk
El 5 de marzo de 2022, la ciudad de Veliki Burluk cayó bajo ocupación rusa (batalla de Veliki Burluk) y meses más tarde el líder de la administración civil-militar designado en la ciudad, Yevgueni Yunakov, fue asesinado en un coche bomba por el SBU ucraniano.

### Establecimiento del Cuartel militar
El 27 de febrero de 2022, Rusia capturó Kúpiansk, una ciudad en el raión de Kúpiansk y estableció allí su cuartel general militar.
El 8 de septiembre de 2022, Rusia trasladó su cuartel general militar a Vovchansk, una ciudad en el raión de Chujúyiv, debido a la contraofensiva ucraniana de Járkov y a la pérdida de Kúpiansk, sin embargo, el cuartel colapsó posteriormente cuando las fuerzas ucranianas recuperaron la ciudad 3 días más tarde.

### Retirada de Rusia
El 6 de septiembre de 2022 comenzó la contraofensiva del este de Ucrania que puso fin al asedio de la ciudad de Járkov al igual que al control ruso sobre muchas localidades en el óblast. Durante los combates en la zona muchas infraestructuras en la ciudad de Járkov fueron bombardeadas y los residentes culparon a las fuerzas rusas. Después de los combates, Rusia comenzó a retirar tropas del este de Ucrania, incluido el raión de Járkov y las fuerzas ucranianas comenzaron a recuperar muchas ciudades y asentamientos en el óblast, así el 2 de octubre, los funcionarios y locales ucranianos del óblast afirmaron que las fuerzas rusas abandonaron la mayor parte del óblast de Járkov menos la parte oriental del río Oskil, para su redespliegue en el Dombás y en Ucrania meridional.

### Recapturación del óblast
Después de que las fuerzas rusas se retiraran hasta la orilla oriental del río Oskil, las fuerzas ucranianas aprovechando su impulso ofensivo cruzaron el río estableciendo múltiples posiciones al otro lado, al igual que comenzaron operaciones de desminado en la mayor parte del óblast de Járkov.
El 16 de septiembre de 2022, las fuerzas ucranianas afirmaron haber recuperado Kupiansk-Vuzlovyi, la ciudad hermana de Kúpiansk en el lado este del río.
El 3 de octubre de 2022, Igor Terejov, gobernador del óblast de Járkov, afirmó que todas las tropas rusas habían abandonado la región hasta el río Oskil, pero que aún era inseguro debido al equipo militar y otras municiones que las tropas rusas habían dejado tras su retirada.

### Reocupación Rusa
El 10 de mayo de 2024, con una nueva Ofensiva al norte de Járkov, las tropas rusas volverían a ocupar las partes más septentrionales del óblast luchando por el control de las ciudades de Vovchansk y Lyptsi.
Desde agosto de 2024, también con la creciente Ofensiva rusa de Kúpiansk, las fuerzas rusas han ido recuperando lentamente territorio en la parte más oriental del óblast de Járkov, entrando de nuevo a la ciudad de Kúpiansk y llegando a las orillas del río Oskil, cruzando dicho río en varios puntos embolsando tácticamente a las fuerzas ucranianas que se encuentran al este del río en este sector.

## Bajo la Administración Civil y Militar

El 3 de junio de 2022, Vitalí Gánchev, fue nombrado jefe adjunto de la «Administración Civil-Militar de Járkov», meses más tarde este dijo que el óblast era una parte 'inalienable' del territorio ruso y que tenía la intención de que todo el óblast de Járkov fuese anexionado por la Federación de Rusia mediante un referéndum, aunque este nunca se llevó a cabo debido a la contraofensiva del este de Ucrania llevada a cabo por las fuerzas ucranianas las cuales capturaron la mayor parte del territorio ocupado en el óblast.
Según el SBU ucraniano, antes de la contraofensiva ucraniana del este, las fuerzas rusas planeaban celebrar un referéndum en el óblast de Járkov en noviembre, con un 75% de votos a favor de unirse a la Federación Rusa, al igual que los referéndums de anexión llevados a cabo más tarde en los territorios ocupados. 
El 23 de agosto de 2024, Vitalí Gánchev, declaró en una entrevista con TASS, que para que se celebre un referéndum sobre la adhesión a la Federación Rusa será necesario liberar al menos el 30% del óblast y establecer un nuevo cuartel general militar, lo cual despertó las alarmas de las fuerzas ucranianas en la zona por el interés estratégico ruso de tomar de nuevo Kúpiansk y restablecer su antiguo cuartel militar perdido durante la contraofensiva ucraniana de Járkov.

## Control de ciudades
| Nombre                | Población          | Raión              | Capturación y Recapturación |
| Raión de Bogodujiv    | Raión de Bogodujiv | Raión de Bogodujiv | Raión de Bogodujiv |
| --------------------- | ------------------ | ------------------ | --- |
| Bogodujiv (capital)   | 15.600             | Bogodujiv          | Asediado por Rusia el 25 de febrero de 2022. Recapturado por Ucrania el 27 de febrero de 2022.                                                  |
| Udy                   | 1.706              | Bogodujiv          | Capturado por Rusia el 24 de febrero de 2022. Recapturado por Ucrania el 7 de septiembre de 2022.                                               |
| Sharivka              | 1.546              | Bogodujiv          | Sin capturar. |
| Krasnokutsk           | 7.164              | Bogodujiv          | Sin capturar. |
| Raión de Chujúyiv     |                    |                    | |
| Chujúyiv (capital)    | 31.018             | Chujúyiv           | Capturado por Rusia el 28 de febrero de 2022. Recapturado por Ucrania el 7 de abril de 2022.                                                    |
| Pechenihy             | 4.957              | Chujúyiv           | Capturado por Rusia el 26 de febrero de 2022. Recapturado por Ucrania el 18 de abril de 2022.                                                   |
| Rubizhne              | 1.652              | Chujúyiv           | Capturado por Rusia el 24 de febrero de 2022. Recapturado por Ucrania el 9 de mayo de 2022.                                                     |
| Staryi Saltiv         | 3.329              | Chujúyiv           | Capturado por Rusia el 25 de febrero de 2022. Recapturado por Ucrania el 2 de mayo de 2022.                                                     |
| Slobozhanske          | 13.675             | Chujúyiv           | Sin capturar. |
| Vovchansk             | 17.459             | Chujúyiv           | Capturado por Rusia el 24 de febrero de 2022. Recapturado por Ucrania el 10 de septiembre de 2022. En disputa actualmente.                      |
| Zmiiv                 | 13.737             | Chujúyiv           | Sin capturar. |
| Raión de Izium        |                    |                    | |
| Balaklia              | 26.334             | Izium              | Capturado por Rusia el 2 de marzo de 2022. Recapturado por Ucrania el 8 de septiembre de 2022.                                                  |
| Barvinkove            | 7.840              | Izium              | Sin capturar. |
| Borova                | 5.055              | Izium              | Capturado por Rusia el 14 de abril de 2022. Recapturado por Ucrania el 13 de septiembre de 2022.                                                |
| Buhaivka              | 803                | Izium              | Capturado por Rusia el 13 de abril de 2022. Recapturado por Ucrania el 13 de septiembre de 2022.                                                |
| Ivanivka              | 146                | Izium              | Sin capturar. |
| Izium (capital)       | 44.979             | Izium              | Capturado por Rusia el 7 de marzo de 2022. Recapturado por Ucrania el 10 de septiembre de 2022.                                                 |
| Savyntsi              | 5.182              | Izium              | Capturado por Rusia el 2 de marzo de 2022. Recapturado por Ucrania el 10 de septiembre de 2022.                                                 |
| Volokhiv Yar          | 800                | Izium              | Capturado por Rusia el 2 de marzo de 2022. Recapturado por Ucrania el 8 de septiembre de 2022.                                                  |
| Raión de Járkov       |                    |                    | |
| Derhachi              | 17.139             | Járkov             | Capturado por Rusia el 24 de febrero de 2022. Recapturado por Ucrania el 29 de abril de 2022.                                                   |
| Járkov (capital)      | 1.433.886          | Járkov             | Asediado por Rusia el 24 de febrero de 2022. Recapturado por Ucrania el 14 de mayo de 2022.                                                     |
| Kozacha Lopan         | 4.935              | Járkov             | Capturado por Rusia el 26 de febrero de 2022. Recapturado por Ucrania el 11 de septiembre de 2022.                                              |
| Liubotyn              | 20.001             | Járkov             | Sin capturar. |
| Lyptsi                | 80                 | Járkov             | Capturado por Rusia el 24 de febrero de 2022. Recapturado por Ucrania el 11 de septiembre de 2022.                                              |
| Merefa                | 21.202             | Járkov             | Sin capturar. |
| Nueva Vodolaha        | 10.455             | Járkov             | Sin capturar. |
| Pisochyn              | 23.509             | Járkov             | Sin capturar. |
| Ruska Lozova          | 5.018              | Járkov             | Capturado por Rusia el 24 de febrero de 2022. Recapturado por Ucrania el 9 de septiembre de 2022.                                               |
| Solonytsivka          | 13.254             | Járkov             | Sin capturar. |
| Ternova               | 0                  | Járkov             | Capturado por Rusia el 24 de febrero de 2022. Recapturado por Ucrania el 11 de septiembre de 2022. En disputa actualmente.                      |
| Raión de Krasnohrad   |                    |                    | |
| Kehychivka            | 5.628              | Krasnohrad         | Sin capturar. |
| Krasnogrado (capital) | 19.674             | Krasnohrad         | Sin capturar. |
| Sakhnovshchyna        | 6.900              | Krasnohrad         | Sin capturar. |
| Raión de Kúpiansk     |                    |                    | |
| Dvorichna             | 3.290              | Kúpiansk           | Capturado por Rusia el 25 de febrero de 2022. Recapturado por Ucrania el 11 de septiembre de 2022. Capturado por Rusia el 28 de enero de 2025.  |
| Kivsharivka           | 17.960             | Kúpiansk           | Capturado por Rusia el 25 de febrero de 2022. Recapturado por Ucrania el 28 de septiembre de 2022. En disputa actualmente.                      |
| Kúpiansk (capital)    | 26.627             | Kúpiansk           | Capturado por Rusia el 27 de febrero de 2022. Recapturado por Ucrania el 10 de septiembre de 2022. En disputa actualmente.                      |
| Kyslivka              | 965                | Kúpiansk           | Capturado por Rusia el 24 de febrero de 2022. Recapturado por Ucrania el 13 de septiembre de 2022. Capturado por Rusia el 6 de mayo de 2024.    |
| Shevchenkove          | 6.627              | Kúpiansk           | Capturado por Rusia el 1 de marzo de 2022. Recapturado por Ucrania el 9 de septiembre de 2022.                                                  |
| Synkivka              | 392                | Kúpiansk           | Capturado por Rusia el 24 de febrero de 2022. Recapturado por Ucrania el 20 de septiembre de 2022. Capturado por Rusia el 30 de agosto de 2024. |
| Tavilzhanka           | 1.924              | Kúpiansk           | Capturado por Rusia el 24 de febrero de 2022.                                                                                                   |
| Velykyi Burluk        | 3.614              | Kúpiansk           | Capturado por Rusia el 24 de febrero de 2022. Recapturado por Ucrania el 10 de septiembre de 2022.                                              |
| Raión de Lozova       |                    |                    | |
| Blyzniuky             | 3.467              | Lozova             | Sin capturar. |
| Lozova (capital)      | 53.126             | Lozova             | Sin capturar. |
| Pervomaiskyi          | 28.510             | Lozova             | Sin capturar. |